# Okhotsk
Okhotsk (russisk: Охо́тск, tr. Okhótsk) er en bymæssig bebyggelse med 3.212(2024) indbyggere ved mundingen af floden Okhota ved det Okhotske Hav i Khabarovsk kraj i Den Russiske Føderation.

## Historie
Okhotsk var den første russiske bosættelse ved Stillehavskysten, og blev grundlagt som en overvintringslejr i 1643 af kosakker under Semjon Sjelkovnikov. Fortet Kosoi Ostrozjok blev opført i 1649. I 1714 sendte Peter den Store et hold bestående af skibsbyggere til Okhotsk for at muliggøre en hurtige fragt af pelsværk fra Kamtjatka. I 1718 byggede Kozma Sokolov det først fartøj i Okhotsk, og tog af sted på en rejse til Kamtjatka. Denne rute blev så populær blandt russiske søfarende, at Okhotsk inden 1731 var veletableret som den vigtigste russiske havneby ved Stillehavet.
Byen Petropavlovsk-Kamtjatskij overtog Okhotsks ledende kommercielle stilling i begyndelsen af 1800-tallet, men byen var fortsat af betydning som base for den sibirske militære flåde, en forløber for Ruslands Stillehavsflåde. I 1812 blev byen flyttet til et nyt sted på den anden side af Okhotafloden. Byens betydning og befolkning blev kraftig reduceret efter Sovjetunionens opløsning.